# لوره (فیلم)
لوره (به آلمانی: Lore) فیلم جنگی محصول سال ۲۰۱۲ استرالیا و آلمان است که توسط کارگردان استرالیایی، کیت شورتلند ساخته شده‌است. این فیلم به‌عنوان فیلم برتر جشنواره فیلم سیدنی برگزیده شد.
فیلم بر اساس رمان «اتاق تاریک» نوشتهٔ ریچل سایفرت، ساخته شده‌است. رمان «اتاق تاریک» نخستین‌بار در سال ۲۰۰۱ منتشر شد و مورد استقبال قرار گرفت. کتاب در همان سال نامزد جایزه بوکر و جایزهٔ کتاب روزنامهٔ «گاردین» شد و جایزه کتاب «لس‌آنجلس تایمز» را از آن خود کرد.

## داستان
داستان فیلم در روزهای پایانی جنگ جهانی دوم و در آلمان نازی اتفاق می‌افتد. لوره دختر نوجوانی است که به همراه چهار برادر و خواهر خود در جنوب غربی آلمان زندگی می‌کند. پدر و مادر وی که نازی بودند، با پیروزی متفقین، خود را تسلیم نیروهای متفقین می‌کنند و لوره مسئولیت نگهداری از برادران و خواهرش را بر عهده می‌گیرد. پنج کودک تصمیم می‌گیرند مسافتی طولانی را طی کرده و به نزد مادربزرگشان در هامبورگ بروند، این در حالی است که کنترل هر بخش از کشور آلمان در دست یکی از نیروهای متفقین است و قطارها نیز کار نمی‌کنند و آن‌ها باید بخش عمدهٔ این سفر را پیاده طی کنند.

## بازیگران
- ساسکیا روزندال در نقش لوره
- کای مالینا در نقش توماس
- نله تربس در نقش لیزل
- اورسینا لاردی در نقش مادر لوره
- آندره فرید در نقش گانتر
- میکا زایدل در نقش یورگن
- ایوا-ماریا هاگن
- نیک هولاشکه در نقش پیتر
- هانس-یوخن واگنر در نقش پدر لوره
- سون پیپیگ در نقش باور
- فیلیپ وایگراتس در نقش هلموت

## جوایز
لوره نخستین‌بار در جشنواره فیلم سیدنی اکران شد و سپس در جشنواره‌های بسیار دیگری چون جشنواره فیلم تورنتو، جشنواره فیلم هامبورگ و جشنواره فیلم لندن نیز به نمایش درآمد و جوایزی چون جایزهٔ تماشاگران جشنواره فیلم لوکارنو، جایزه منتقدان جشنواره هامبورگ و جایزهٔ بهترین فیلم جشنواره فیلم استکهلم را از آن خود کرد. لوره همچنین در جوایز اسکار ۸۵ام نمایندهٔ کشور استرالیا برای شرکت در جایزه اسکار بهترین فیلم غیر انگلیسی‌زبان بود.